# Anomala limbourgi
Anomala limbourgi är en skalbaggsart som beskrevs av Carsten Zorn 2011. Anomala limbourgi ingår i släktet Anomala och familjen Rutelidae. Inga underarter finns listade i Catalogue of Life.